# آنتونی رو
آنتونی رو (فرانسوی: Anthony Roux‎؛ زادهٔ ۱۸ آوریل ۱۹۸۷) دوچرخه‌سوار اهل فرانسه است.
از باشگاه‌هایی که در آن رکاب زده‌است می‌توان به تیم دوچرخه‌سواری اف‌دی‌جی اشاره کرد.